# Guy Pearce
Guy Edward Pearce, född 5 oktober 1967 i Ely, Cambridgeshire, Storbritannien och uppvuxen i Geelong, Victoria, Australien, är en australisk skådespelare.
Pearce har medverkat i ett flertal filmer, exempelvis Priscilla - öknens drottning, The Proposition, Greven av Monte Cristo, L.A. konfidentiellt, Memento, Rules of Engagement, Grannar och The Time Machine. 2011 medverkade Pearce som Monty Beragon i dramaserien Mildred Pierce tillsammans med bland andra Kate Winslet.
Mellan 1997 och 2015 var han gift med psykologen Kate Mestitz. Sedan 2015 har han en relation med den nederländska skådespelaren Carice van Houten. Paret har en son, född 2016.

## Filmografi (i urval)
- 1986–1989 – Grannar (TV-serie)
- 1994 – Priscilla - öknens drottning
- 1997 – L.A. konfidentiellt
- 2000 – Rules of Engagement
- 2000 – Memento
- 2002 – Greven av Monte Cristo
- 2002 – The Time Machine
- 2004 – Två tigerbröder
- 2005 – The Proposition
- 2006 – Factory Girl
- 2008 – The Hurt Locker
- 2008 – Bedtime Stories
- 2009 – Vägen
- 2010 – The King's Speech
- 2010 – Don't Be Afraid of the Dark
- 2011 – Mildred Pierce (TV-serie)
- 2012 – Lockout
- 2012 – Prometheus
- 2012 – Lawless
- 2013 – Iron Man 3
- 2013 – Hateship Loveship
- 2014 – The Rover
- 2015 – Results
- 2015 – Equals
- 2015 – Holding the Man
- 2016 – Genius
- 2016 – Brimstone
- 2020 – Bloodshot
- 2024 – Brutalisten
- 2025 – The Woman in Cabin 10